# Badmintonmeisterschaft von Hongkong 2015
Die Badmintonmeisterschaft von Hongkong des Jahres 2015 trug den vollständigen Namen Bank of China (Hong Kong) Hong Kong Annual Badminton Championships 2015 (chinesisch 2015 中銀香港全港羽毛球錦標賽).

## Medaillengewinner
| Disziplin    | Gold                        | Silber                           | Bronze                              |
| ------------ | --------------------------- | -------------------------------- | ----------------------------------- |
| Herreneinzel | Wong Wing Ki                | Lee Cheuk Yiu                    | Ng Ka Long                          |
| Herreneinzel | Wong Wing Ki                | Lee Cheuk Yiu                    | Wei Nan                             |
| Dameneinzel  | Cheung Ngan Yi              | Yip Pui Yin                      | -                                   |
| Herrendoppel | Tang Chun Man Or Chin Chung | Law Cheuk Him Chan Tsz Kit       | Chan Yun Lung Lee Chun Hei          |
| Herrendoppel | Tang Chun Man Or Chin Chung | Law Cheuk Him Chan Tsz Kit       | Fernando Kurniawan Yeung Shing Choi |
| Damendoppel  | Yuen Sin Ying Chan Tsz Ka   | Tse Ying Suet Poon Lok Yan       | -                                   |
| Mixed        | Chan Yun Lung Tse Ying Suet | Fernando Kurniawan Yuen Sin Ying | -                                   |